# Антил, Сумит
Сумит Антил (род. 6 июля 1998, Сонипат, Харьяна) — индийский паралимпиец-легкоатлет, специализирующийся в метании копья. Паралимпийский чемпион в категории F64 2020 года. На Играх он установил мировой рекорд, бросив в финале копьё на 68,55 метра.

## Биография
Он потерял левую ногу (ниже колена) после того, как попал в аварию на мотоцикле в 2015 году. Сумита поддерживала организация GoSports Foundation, программа Para Champions. Лёгкой атлетикой Сумит начал заниматься благодаря другому атлету Раджкумару во время учёбы на бакалавриате в Дели.
В 2017 году Сумит начал тренироваться под руководством Нитина Джайсвала в Дели, и с тех пор он стал соревноваться на различных национальных и международных турнирах. Сумит очень рано продемонстрировал навыки и способности в метании копья. Убедившись в его таланте, упорном труде и потенциале, GoSports включила его в программу Para Champions в 2019 году.
В 2019 году на Гран-при в Италии он побил мировой рекорд в категории F64, в результате завоевав в многоборье серебряную медаль. Сумит завоевал серебряную медаль на чемпионате мира в Дубае в 2019 году и побил свой же мировой рекорд в категории F64.
30 августа 2021 года Сумит Антил выиграл золотую медаль, установив мировой рекорд в метании копья F64 на летних Паралимпийских играх 2020 года. Его копьё в лучшей попытке улетело на 68,55 м (категория F64). При этом уже в первой попытке на 66,95 м он превысил действующий на тот момент мировой рекорд.